# Robert Henseling

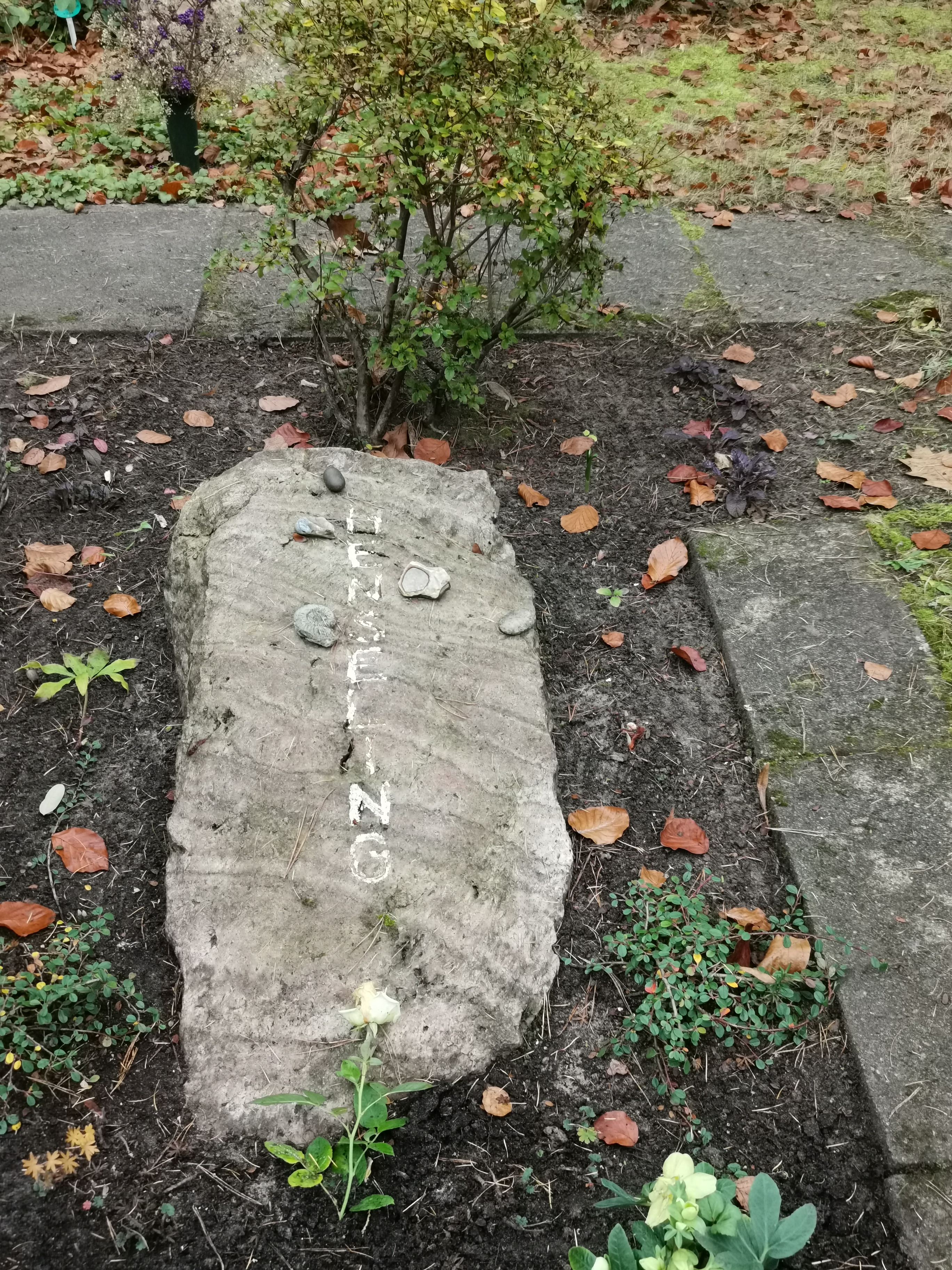
Grab auf dem Friedhof Berlin-Frohnau, Feld 8

Robert Henseling (* 19. Oktober 1883 in Hameln; † 1. April 1964 in Berlin) war ein deutscher Astronom und freier Schriftsteller. In weiten Kreisen bekannt wurde er durch seine engagierte Förderung der Amateurastronomie, viele populärwissenschaftliche Schriften und die Gründung zweier Volkssternwarten und des Bundes der Sternfreunde.

## Leben
Henseling wuchs in seinen Jugendjahren in Dresden auf. Dort besuchte er ab 1897 das Freiherrlich von Fletchersche Lehrerseminar und verbrachte von 1904 bis 1907 in Radebeul seine Pflichtjahre als Lehrer. Hier interessierte er sich auch für heilpädagogische Probleme und unterrichtete u. a. eine Klasse mit stotternden Kindern. Früh trat er auch in Verbindung mit dem Dürerbund und Ferdinand Avenarius, der die Zeitschrift Der Kunstwart herausgab. Eine Lungenkrankheit zwang ihn zu einem Aufenthalt in einer Heilstätte in Görbersdorf/Schlesien, wo er von deren Leitung gebeten wurde, bei den Patienten als Lehrer zu wirken. Diese Arbeit ermunterte ihn, länger in Görbersdorf zu bleiben.
Aus dieser Zeit datiert auch seine Mitarbeit an den „ Schlesischen Heimatblättern“. Er gab dort weiterhin die Sammlung „Heb mich auf“ heraus. Von 1908 bis 1911 dann auch den Kalender „Gesundbrunnen“. Dabei kam ihm auch der Gedanke, einen eigenen astronomischen Kalender herauszugeben -- das sogenannte Sternbüchlein. Es wurde rasch bekannt, erschien von 1910 bis 1953 und wurde zum Vorbild für das heutige Kosmos-Himmelsjahr.
Mit der Gründung dieser Jahrbuch-Reihe begann Henselings umfangreiche schriftstellerische Tätigkeit auf dem Gebiet der Astronomie, zu dem er sich mehr und mehr hingezogen fühlte. Darüber hinaus setzte er sich kritisch mit der Astrologie auseinander und trat entschieden gegen die Welteislehre ein, die in den 1930er Jahren große Verbreitung fand. Ferner beschäftigte er sich mit der Astronomie der Mayas und der Astronomie der chinesischen Han-Dynastie. Zugleich veröffentlichte er eine drehbare Sternkarte.

## Förderer der Amateur-Astronomie
Im Jahre 1921 gründete Henseling die Zeitschrift Die Sterne – Zeitschrift für alle Gebiete der Himmelskunde. Sie erschien monatlich bis 1996 in Leipzig und wurde 1997 mit der Monatsschrift Sterne und Weltraum (Heidelberg) vereinigt.
Ebenfalls 1921 gründete Henseling den Bund der Sternfreunde (BdS) für Amateurastronomen in ganz Deutschland. Die Tätigkeit des Vereins strahlte auch nach Österreich aus, wo 1924 der Astronomische Verein entstand. Der BdS wurde nach dem Krieg 1952 von anderer Seite als Vereinigung der Sternfreunde wiedergegründet.
Henseling war 1922 auch Mitbegründer der Sternwarte Stuttgart und engagierte sich dort massiv für die Amateurastronomie. So regte er den Bau der Sternwarte an, hielt Vorträge und half bei der Organisation eines Planetariums entscheidend mit. 1928 wurde er der erste Direktor des Stuttgarter Planetariums, wechselte aber bereits Ende des Jahres nach Berlin, um für kurze Zeit die Leitung des dortigen Planetariums zu übernehmen. Bald gab er aber diese Tätigkeit wieder auf, um sich fortan mit großem Erfolg ausschließlich als Schriftsteller zu betätigen. Er lebte ab 1933 in Berlin-Frohnau und in seinen letzten Jahren in Berlin-Waidmannslust. Während des Dritten Reiches durfte er keine weltanschaulichen Vorträge halten. Er wurde jedoch Direktor der Sternwarte Krakau.
Robert Henseling starb am 1. April 1964 infolge eines Verkehrsunfalls.
Der Asteroid (27710) Henseling wurde nach ihm benannt.
Henseling war Vorbild für viele Astronomen und Sternfreunde, die an der Verbreitung der Astronomie interessiert waren. Um die Bildung breiter Bevölkerungskreise bemüht, sah er neben der Verbreitung von Fakten immer wieder den tieferen Wert astronomischer Bildung. In seinem Werk „Das All und wir“ schrieb er: „Der kosmisch ausgerichtete Mensch hört auf, den Ursprung aller Dinge durch irgendein vermenschlichendes Vorstellungsbild und durch die Unzulänglichkeit eines Namens zu beleidigen. Es gibt nur eine Haltung des Menschen vor der Schöpfung und ihrer Seele: Stumme Ehrfurcht.“
Seine Frau war Elfriede Fliethmann-Henseling, sein Sohn der Chemiker Karl Otto Henseling.
Siehe auch:
- Oswald Thomas

## Werke
- Sternbüchlein. 1910–1940 Franckh’sche Verlagsbuchhandlung, Stuttgart. Von 1941 bis 1953 in anderen Verlagen (1945 wegen der Kriegsereignisse nicht erschienen)

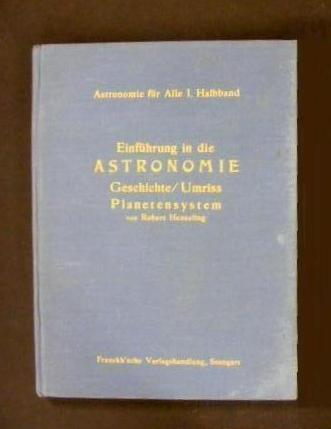

- Kleine Sternkunde. Franckh’sche Verlagsbuchhandlung, Stuttgart 1919.
- Sternweiser. Franckh’sche Verlagsbuchhandlung, Stuttgart 1922.
- Werden und Wesen der Astrologie. Franckh’sche Verlagsbuchhandlung, Stuttgart 1924.
- Mars – Seine Rätsel und seine Geschichte. Franckh’sche Verlagsbuchhandlung, Stuttgart 1925.
- Bilderplanetarium. Franckh’sche Verlagsbuchhandlung, Stuttgart 1927.
- Führer für das Planetarium der Stadt Stuttgart Stuttgart, 1928.
- Astronomie für Alle. Eine Einführung in das Weltbild der Gegenwart. 471 p., Franckh’sche Verlagsbuchhandlung, Stuttgart 1929.
- Der neu entdeckte Himmel, Stuttgart 1930 (2. Aufl. Berlin 1939).
- Welteninseln. Franckh’sche Verlagsbuchhandlung, Stuttgart 1931.
- Neue Stereoskopbilder vom Sternhimmel (3 Serien), Stuttgart 1931.
- Kosmische Heimat. Königstein i.Taunus/Leipzig, 1932.
- Kosmische Ferne. Königstein i.Taunus/Leipzig, 1932.
- Kleine Sternkunde. Franckh’sche Verlagsbuchhandlung, Stuttgart 1932.
- Blick durchs Fernrohr. Franckh’sche Verlagsbuchhandlung, Stuttgart 1934.
- Vorstoß zu den Grenzen des Alls, in „Die Welt im Fortschritt“, Berlin, 1935.
- Das All und wir. Berlin, 1936.
- Kosmos-Sternkarte. Stuttgart 1937.
- Taschen-Sternkarte, einstellbar für jede beliebige Zeit. Stuttgart 1939.
- Umstrittenes Weltbild. Verlag Philipp Reclam jun., Leipzig 1939.
- Laienfragen an einen Sternkundigen. Franckh’sche Verlagsbuchhandlung, Stuttgart 1939.
- Strahlendes Weltall. Verlag Philipp Reclam jun., Leipzig 1940.
- Die Sternbilder. Leipzig 1940.
- Himmelskalender. 5 Jahrgänge, Leipzig 1941–1943, Berlin 1944 und 1947.
- Planetentafel mit astronomischer Jahresübersicht.... Berlin 1949.
- Himmelskarten der zwölf Monate.... Berlin 1949.

## Herausgeber oder Schriftleiter
- Heb mich auf. München 1908.
- Kalender Gesundbrunnen. 4 Jahrgänge. München 1908–1911.
- Schlesische Heimatblätter. Hirschberg 1910–1911.
- Schlesisches Jahrbuch. Hirschberg 1913.
- Merseburger Kreiskalender. Merseburg 1914–1916.
- Astronomisches Handbuch. Stuttgart, 1921.
- Die Sterne. Stuttgart, Potsdam, Leipzig 1921–1932.
- Weltentwicklung und Welteislehre. Leipzig, 1925.
- Welt und Mensch. Stuttgart, 1925ff.
- Das Weltall im Bilde. Stuttgart 1925ff.
- Der Sternfreund. Berlin 1926.

## Übersetzung
- Knut Lundmark, Das Leben auf anderen Sternen (aus dem Schwedischen). Leipzig, 1930.